# Internationale Filmfestspiele von Cannes 1949
Die 3. Internationalen Filmfestspiele von Cannes 1949 fanden vom 2. September bis zum 17. September 1949 statt.

## Wettbewerb
| Filmtitel                     | Regisseur                                                                          | Produktionsland     | Darsteller (Auswahl)                        |
| An Act of Murder              | Michael Gordon                                                                     | USA                 | Fredric March, Edmond O’Brien               |
| Akt der Gewalt                | Fred Zinnemann                                                                     | USA                 | Van Heflin, Robert Ryan, Janet Leigh        |
| Almafuerte                    | Luis César Amadori                                                                 | Argentinien         | Narciso Ibáñez Menta                        |
| Der Apfel ist ab              | Helmut Käutner                                                                     | Deutschland         | Joana Maria Gorvin, Arno Assmann            |
| Au grand balcon               | Henri Decoin                                                                       | Frankreich          | Pierre Fresnay                              |
| Bitterer Reis                 | Giuseppe De Santis                                                                 | Italien             | Vittorio Gassman, Silvana Mangano           |
| Blutsfeindschaft              | Joseph L. Mankiewicz                                                               | USA                 | Edward G. Robinson, Susan Hayward           |
| Die Buntkarierten             | Kurt Maetzig                                                                       | Deutschland         | Camilla Spira, Werner Hinz                  |
| Der dritte Mann*              | Carol Reed                                                                         | Großbritannien      | Joseph Cotten, Alida Valli, Orson Welles    |
| Eroica                        | Walter Kolm-Veltée                                                                 | Österreich          | Ewald Balser, Oskar Werner                  |
| Främmande hamn                | Hampe Faustman                                                                     | Schweden            |                                             |
| Die große Leidenschaft        | David Lean                                                                         | Großbritannien      | Ann Todd, Claude Rains, Trevor Howard       |
| Eine große Liebe              | Hans Bertram                                                                       | Deutschland         | Gisela Uhlen, Elisabeth Flickenschildt      |
| Die Mauern von Malapaga       | René Clement                                                                       | Frankreich, Italien | Jean Gabin, Isa Miranda                     |
| Mughamarat Antar wa Abla      | Salah Abouseif                                                                     | Ägypten             |                                             |
| Na svoji zemlji               | France Štiglic                                                                     | Jugoslawien         |                                             |
| Oh, Amelia!                   | Claude Autant-Lara                                                                 | Frankreich          | Danielle Darrieux                           |
| Paloma                        | Emilio Fernández                                                                   | Mexiko              |                                             |
| Pique Dame                    | Thorold Dickinson                                                                  | Großbritannien      | Adolf Wohlbrück, Edith Evans                |
| Rendezvous im Juli            | Jacques Becker                                                                     | Frankreich          | Daniel Gélin, Brigitte Auber                |
| Ring frei für Stoker Thompson | Robert Wise                                                                        | USA                 | Robert Ryan                                 |
| Rückkehr ins Leben            | Georges Lampin, André Cayatte, Henri-Georges Clouzot, Jean Dréville (Episodenfilm) | Frankreich          |                                             |
| Der Ruf                       | Josef von Báky                                                                     | Deutschland         | Fritz Kortner, Johanna Hofer, Lina Carstens |
| Der Wahnsinn des Dr. Clive    | Edward Dmytryk                                                                     | USA                 | Robert Newton                               |
| Wenn Eltern schweigen         | Alfred L. Werker                                                                   | USA                 | Mel Ferrer                                  |
| Without Honor                 | Irving Pichel                                                                      | USA                 | Agnes Moorehead, Franchot Tone              |

* = Grand Prix

## Preisträger
- Grand Prix: Der dritte Mann
- Bester Regisseur: René Clément für Die Mauern von Malapaga
- Beste Schauspielerin: Isa Miranda in Die Mauern von Malapaga
- Bester Schauspieler: Edward G. Robinson in Blutsfeindschaft
- Bestes Drehbuch: Eugene Ling und Virginia Shaler für Wenn Eltern schweigen
- Beste Kamera: Milton R. Krasner für Ring frei für Stoker Thompson
- Sonderpreis für die Musikalität des Films: Paloma
- Sonderpreis für das Szenenbild: Oh, Amelia!

## Weitere Preise
- FIPRESCI-Preis: Ring frei für Stoker Thompson
- Sonderpreis: Spezial Color Effekte in Doku "Traditionelle Jugoslawische Tänze" (Jadran Film) für Kameramann/Colorspezialist Juraj Junger